# Балашов, Николай Петрович
Никола́й Петро́вич Балашов (Балашев; 12 (24) сентября 1840 — 4 апреля 1931, Шавиль под Парижем) — обер-егермейстер, член Государственного совета.

## Биография
Его отец — рано ушедший из жизни Пётр Александрович Балашов (1811—1845) был штабс-капитаном лейб-гвардии Измайловского полка (1838), а впоследствии камергером. Мать — Александра Ивановна (1821—1844), урождённая княжна Паскевич с 1831 года, была фрейлиной. Младший брат Иван (1842—1919) — обер-егермейстер, вице-президент Общества поощрения художеств. Приходился внуком министру полиции А. Д. Балашову и фельдмаршалу И. Ф. Паскевичу.
В 1861 году окончил Императорский Санкт-Петербургский университет по разряду административных (бывших камеральных) наук со степенью кандидата и был определён сверхштатным чиновником в Канцелярию статс-секретаря по принятию прошений, на Высочайшее имя приносимых. В следующем году был причислен к Министерству внутренних дел, с откомандированием для занятий в земский отдел. Принимал деятельное участие по введению в действие положения 1861 года о крестьянах, вышедших из крепостной зависимости. В 1866—1871 годах состоял чиновником особых поручений при министре внутренних дел. В 1871 году перешёл в Министерство путей сообщения и был назначен чиновником особых поручений VI класса при министре.
12 апреля 1874 года назначен подольским губернским предводителем дворянства и оставил службу в министерстве. В 1875 году был пожалован в камергеры, а через четыре года вновь причислен к Министерству внутренних дел. В 1881 году был назначен чиновником особых поручений IV класса при министре. В 1883 году был произведён в действительные статские советники, в 1885 году пожалован в должность егермейстера, а в 1890 году — в егермейстеры. В 1891 году был назначен членом Совета министра внутренних дел, а в 1894 году — и членом сельскохозяйственного совета Министерства земледелия и государственных имуществ. В качестве представителя Министерства внутренних дел в 1901 году принимал деятельное участие в комиссии при Министерстве народного просвещения для всестороннего обсуждения существовавшего строя средней школы с целью выяснения его недостатков и указания мер к устранению их.
11 августа 1904 года пожалован был в обер-егермейстеры, а 1 января 1905 года назначен членом Государственного совета по департаменту промышленности, наук и торговли. В этом же году принимал деятельное участие в комиссии по обсуждению мер по упорядочению быта и положении рабочих на фабриках и заводах империи. После преобразования Государственного совета в 1906 году вошёл в состав группы центра, в 1912—1916 годах был членом бюро этой группы. Принимал участие в работах многих комиссий Госсовета. В 1917 году не был назначен к присутствию и 30 января того же года был уволен от должности члена ГС с оставлением обер-егермейстером.
На 1911—1914 годы Балашов был утверждён почетным мировым судьёй по Ямпольскому уезду, а на 1914—1917 годы по Брацлавскому уезду. Умер в Шавиле на окраине Парижа 4 апреля 1931 года. Похоронен под именем князя Паскевича-Балашова. По словам А. А. Половцева, Балашов был «несколько комичен, но в сущности отличный, глубоко честный и добрый человек».

## Семья
Жена (с 09.11.1869) — графиня Екатерина Андреевна Шувалова (1848—1931), фрейлина двора, позднее кавалерственная дама ордена Святой Екатерины (меньшого креста). Внучка князя М. С. Воронцова и дочь А. П. Шувалова. По отзыву современницы, мадам Балашова крайняя блондинка, почти белая, была женщина изысканная и естественно грациозная, умевшая устраивать у себя многолюдные приемы, которые отличались торжественностью и хорошим вкусом. Была наследницей имений Массандра, Ай-Даниль и владения Староселья. Похоронена в Париже под именем княгини Паскевич-Эриванской. Их дети: Пётр, Александр, Андрей (16.12.1874), Софья, Александра (1877—01.04.1896; умерла от пневмонии. Захоронена в усыпальнице Паскевичей).

## Награды
- Орден Святого Станислава 1-й ст. (1892)
- Орден Святой Анны 1-й ст. (1896)
- Орден Святого Владимира 2-й ст. (1900)
- Орден Белого Орла (1907)
- Орден Святого Александра Невского при Высочайшем рескрипте (1911).
- Знак отличия, учрежденный 17 апреля 1863 года;
- медаль «В память коронации императора Александра III» (1883)
- медаль «В память царствования императора Александра III»
- медаль «В память 300-летия царствования дома Романовых» (1913)
- Романовский знак отличия за труд по сельскому хозяйству (1915).